# Vjosa
Vjosa (řecky Αωος [Aoos]) je řeka v Albánii (kraje Vlora, Fier, Gjirokastër) a Řecku (kraj Epirus). Je 249 km dlouhá. Povodí má rozlohu 6 600 km². Dne 15. března 2023 byla oblast toku řeky Vjosy prohlášena národním parkem.

## Průběh toku
Vjosa pramení v Řecku na svahu hory Katáras v pohoří Pindos. Na albánské území vtéká nedaleko vesnice Vllaho-Psilloterë. Teče v hluboké soutěsce a na dolním toku přes pobřežní rovinu. Ústí do Jaderského moře severně od města Vlára.

## Vodní stav

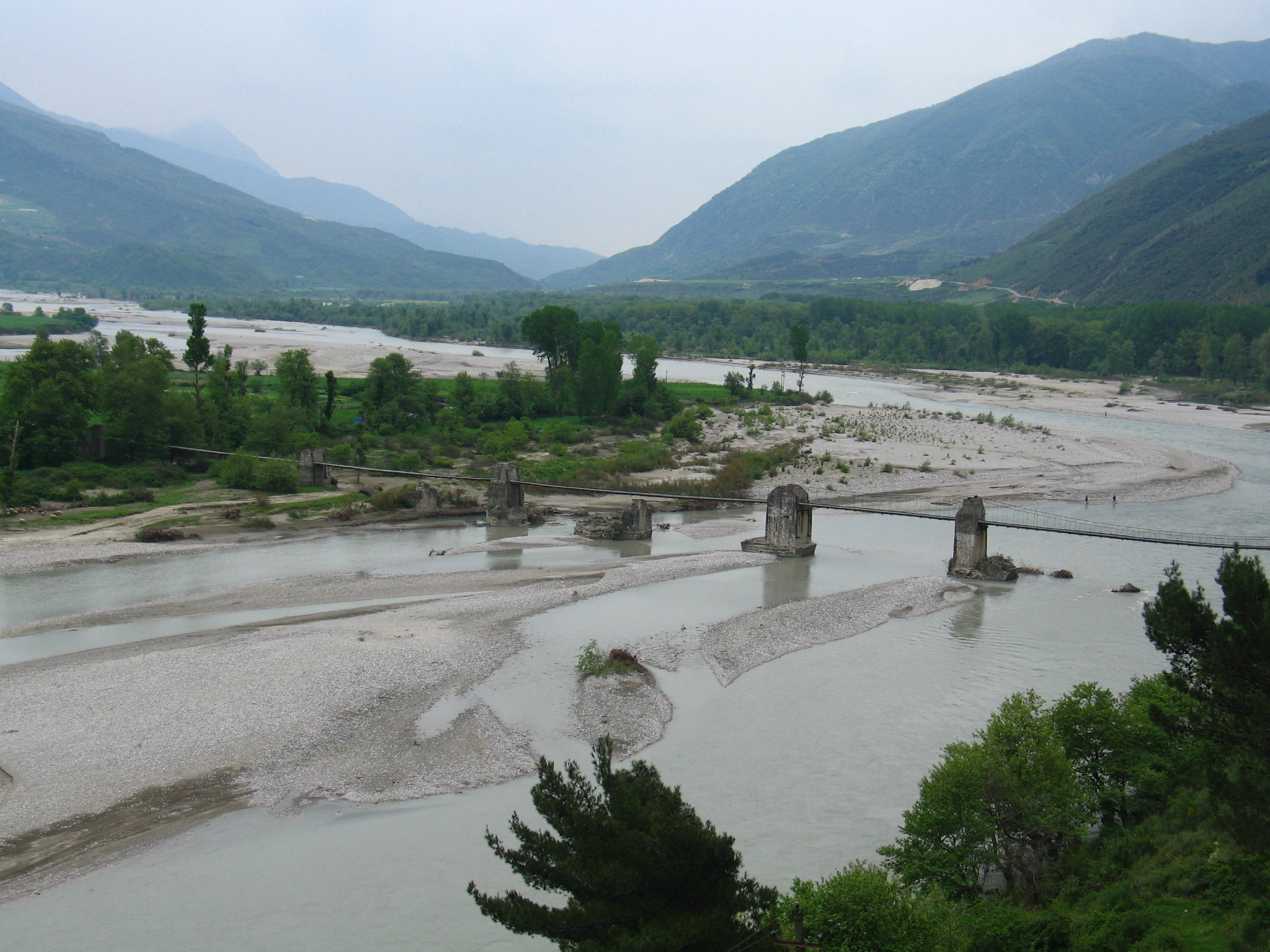
Neregulovaný tok řeky Vjosy u města Tepelenë s památkově chráněným starým mostem pro pěší

Vysoký vodní stav je od října do května a nízký v létě. Průměrný průtok činí přibližně 160 m³/s.

## Využití
Řeka se využívá pro zavlažování zemědělské půdy a také v rámci rozvoje turismu. Podle původních plánů albánské vlády z počátku 21. století mělo být na Vjose vybudováno osm vodních elektráren a další dvacet na jejích přítocích. Na základě několikaleté protestní kampaně ekologických aktrivistů, albánských i zahraničních vědců a rovněž i místních obyvatel vláda od těchto plánů ustoupila a 15. března 2023 prohlásila území, kterým jedna z posledních dosud zcela nedotčených evropských řek protéká, jako Národní park Vjosa (albánsky Parku Kombëtar i lumit Vjosa). Jako správní centrum národního parku bylo ustanoveno město Tepelenë. Vyhlášením národního parku se v této oblasti vytvořily podmínky pro rozvoj turistického ruchu, na jehož podpoře se podílejí místní obyvatelé.